# Xian de Dingyuan
Le xian de Dingyuan (定远县 ; pinyin : Dìngyuǎn Xiàn) est un district administratif de la province de l'Anhui en Chine. Il est placé sous la juridiction de la ville-préfecture de Chuzhou.

## Démographie
La population du district était de 885 076 habitants en 1999.